# Carlos Loredo
Carlos Loredo Pérez (14 ottobre 1951 – 17 giugno 1998) è stato un calciatore cubano, di ruolo attaccante.

## Carriera
Con la Nazionale cubana ha partecipato alle Olimpiadi del 1976 e del 1980.